# عبد الله بن محمد بن عبد الرحمن
أبو محمد عبد الله بن محمد (229 هـ/844م - 300 هـ/912م) سابع أمراء الدولة الأموية في الأندلس. حكم الأندلس لخمسة وعشرين عامًا، قضاها في مقاومة الثورات والاضطرابات المتلاحقة في عهده، حتى غدت سلطة الأمير الفعلية، لا تتجاوز قرطبة وما حولها.

## ما قبل الإمارة
ولد عبد الله بن محمد للأمير محمد بن عبد الرحمن من أم ولد تدعى بهار في 15 ربيع الآخر من عام 229 هـ. استعمله أبوه في قيادة بعض حملاته العسكرية. وبعد وفاة أخيه المنذر، بويع بالإمارة في 15 صفر من عام 275 هـ، يوم وفاة أخيه المنذر. وقد إتهمه بعض المؤرخين بأنه هو من قتل أخاه المنذر بأن حرض طبيب المنذر على تفصيده بمبضع مسموم.

## عهده
في عام 276 هـ، خرج الأمير عبد الله إلى ببشتر وحصون رية لقتال عمر بن حفصون، فحاصره حتى طلب ابن حفصون الأمان، فأجازه الأمير. وفي عام 277 هـ، أرسل قائده أحمد بن محمد بن أبي عبدة لقتال ابن شاكر الثائر في جيان، فأخضعه. وفي عام 278 هـ، خرج الأمير عبد الله مرة أخرى لقتال ابن حفصون، فاضطر ابن حفصون للفرار من حصنه في ببشتر، وجمع جيشًا قاتل به جيش الأمير، إلا أنه هزم أمام جيش الأمير.
وفي عام 282 هـ، أرسل الأمير عبد الله ابنه المطرف مع وزيره عبد الملك بن أمية في حملة لمواجهة تمرد إشبيلية، ووقع بين المطرف وعبد الملك خلاف، قتل المطرف على إثره عبد الملك، واستكمل حملته التي نجح في هزيمة المتمردين فيها، وأسر قادتهم إبراهيم بن حجاج وكريب بن خلدون وحملهما إلى قرطبة. ثم أطلقهما الأمير بعد أن أرسل أهل إشبيلية جبايتها إلى الأمير، على أن يترك ابن حجاج ابنه عبد الرحمن رهينة عند الأمير، وأن يقتسم إبراهيم بن حجاج وكريب بن خلدون ولاية إشبيلية. ولم يمض وقت طويل حتى غدر ابن حجاج بكريب بن خلدون فقتله، وانفرد بولاية إشبيلية، ثم سأل الأمير أن يطلق له ولده، فلم يجبه إلى ذلك. حينئذ، لجأ إلى إظهار التحالف مع ابن حفصون، وفي الوقت نفسه أرسل من يشير على الأمير بإطلاق ولده، فوافق الأمير وعاد ابن حجاج لطاعته، وإن كانت طاعة إسمية، حيث أصبحت إشبيلية وقرمونة وما حولهما منطقة حكم شبه ذاتي لبني حجاج، تخضع اسميًا لسلطة الأمير.

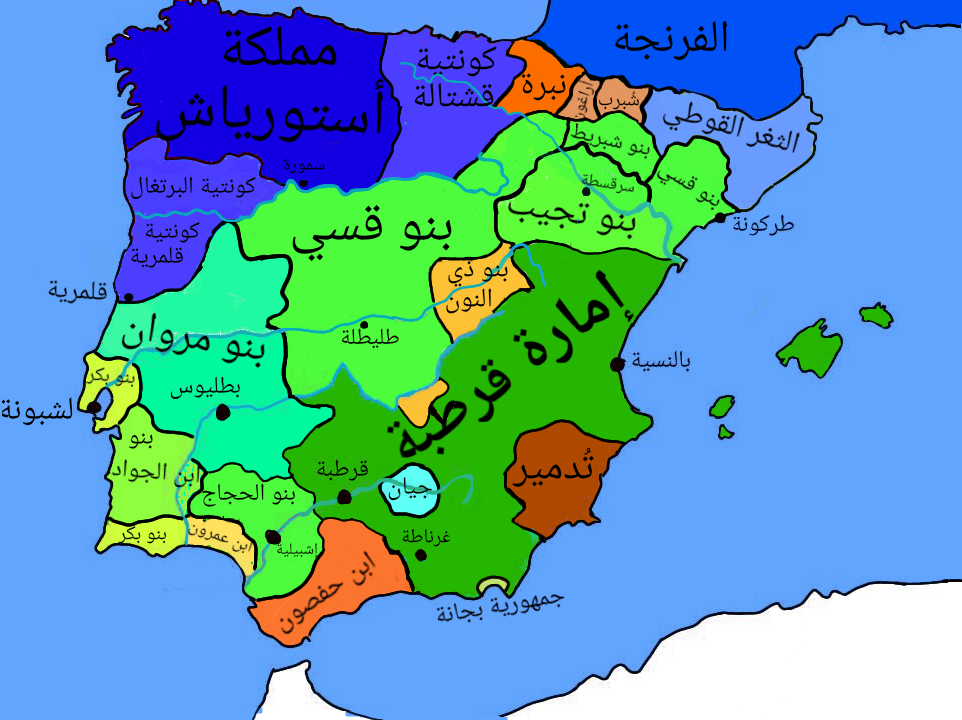
خريطة الأندلس والممالك المسيحية سنة 904

التهب عصر الأمير عبد الله بن محمد بالثورات في العديد من مدن الإمارة، فبالإضافة إلى تغلّب ابن حفصون على ببشتر وما والاها، وبنو حجاج على إشبيلية وقرمونة. استطاع ديسم بن إسحاق السيطرة على لورقة ومرسية ومعظم كورة تدمير، وسيطر عبيد الله بن أمية على كورة جيان، وبكر بن يحيى على شنتمرية الغرب، وابن خصيب على لبلة، ومحمد بن عبد الملك الطويل على بربشتر وبربطانية ولاردة وأريولة. واستمر حكم عبد الرحمن بن مروان الجليقي وبنوه لبطليوس وماردة وما حولهما، وبنو قسي على طليطلة وما والاها. كما قتل محمد بن عبد الرحمن التجيبي عامل الأمير على سرقسطة، وأظهر الطاعة للأمير عبد الله، فولاّه عليها. فانحصرت بذلك سلطة الأمير الفعلية بنهاية عهده في قرطبة وما حولها، مع السيادة الإسمية فقط على باقي أراضي الإمارة، وقد قضى عصره في مواجهة تلك الثورات المتعاقبة على سلطة الإمارة.
كان أيضًا من جملة من خرجوا عليه، أحد الأمويين يعرف بابن القط، ينتهي نسبه إلى الأمير هشام الرضا أعلن الثورة على الأمير عبد الله عام 288 هـ، ودعا لجهاد الممالك المسيحية، فتجمع له نحو ستين ألفًا، هاجم بهم سمورة، إلا أنه هزم أمام قوات ألفونسو الثالث ملك أستورياس في معركة عرفت بيوم سمورة.

## وفاته وأولاده
توفي الأمير عبد الله في غرة ربيع الأول من عام 300 هـ، وصلى عليه حفيده عبد الرحمن بن محمد، ودفن في قصر قرطبة. وقد كان له أحد عشر ولدًا وهم محمد الأكبر وهو أبو الخليفة عبد الرحمن الناصر لدين الله، وأحمد والمطرف وسليمان وعبد الرحمن وعبد الملك وأبان والعاصي وإبراهيم ومحمد الأصغر وأحمد الأصغر، وثلاثة عشر بنتًا.

## عهده وأعماله
لم يمتلك الأمير عبد الله لا الوقت ولا الجهد لقتال الممالك المسيحية على الحدود الشمالية للإمارة، لانشغاله بالتمردات والثورات الداخلية. فاستولى ألفونسو الثالث ملك أستورياس على مدينة سمورة عام 280 هـ. ورغم ذلك استطاع قائده عصام الخولاني افتتاح جزر البليار في عهده عام 290 هـ، بعد أن حاصر ميورقة لفترة. أما أعماله ففي عام 278 هـ، أمر الأمير محمد ببناء حصن لوشة. كما بنى الساباط وهو ممر مسقوف بين الجامع والقصر، ليشهد بالجامع الصلوات.

## وصفه وشخصيته
وصفه ابن عذاري، قائلاً: «أبيض مشرب بحمرة، أصهب، أزرق، أقنى الأنف، ربعة، يخضب بالحناء، ربعة إلى الطول، عظيم الكراديس.(1)‏» أما عن شخصيته، فقد كان مقتصدًا لا يميل إلى الإنفاق، حافظًا للقرآن، كثير الصدقات، محبًا للخير، لا يشرب الخمر. كما كان محبًا للأدب، يحفظ أشعار العرب وأيامهم، وسير الخلفاء. إلا أنه رغم تلك السجايا، كان الأمير عبد الله دمويًا، حتى مع أقرب الناس إليه، فقد أتهم بقتل أخيه المنذر لينتزع الإمارة. كما قتل أخويه القاسم وهشام ابني محمد لاتهامه إياهما بالسعي للانقلاب عليه، إضافة إلى قتله ابنه المطرف لقتله أخيه محمد بن عبد الله والوزير عبد الملك بن أمية.
كما كان شاعرًا له شعر منقول منه تلك الأبيات في الزهد:

## الملاحظات
- 1 الكراديس: جمع كردوس، وعظيم الكراديس تعني أن أطراف عظامه كبيرة.